# Лошнівська сільська рада
Ло́шнівська сільська́ ра́да — адміністративно-територіальна одиниця та орган місцевого самоврядування в Теребовлянському районі Тернопільської області. Адміністративний центр — село Лошнів.

## Загальні відомості
- Лошнівська сільська рада утворена в 1939 році.
- Територія ради: 6,559 км²
- Населення ради: 1 419 осіб (станом на 2001 рік)
- Територією ради протікає річка Гнізна.

## Географія
Лошнівська сільська рада межує з: селом Кровінка та селом Сущин

## Населені пункти
Сільській раді підпорядковані населені пункти:
- с. Лошнів

## Склад ради
Рада складалася з 16 депутатів та голови.
- Голова ради: Стечишин Алла Василівна
- Секретар ради: Мазур Ольга Андріївна

### Керівний склад попередніх скликань
| Прізвище, ім'я, по батькові      | Основні відомості                                                                     | Дата обрання | Дата звільнення |
| -------------------------------- | ------------------------------------------------------------------------------------- | ------------ | --------------- |
| Козачинський Михайло Миколайович | Сільський голова, 1973 року народження, член Всеукраїнського об'єднання «Батьківщина» | 26.03.2006   | 31.10.2010      |
| Стечишин Алла Василівна          | Сільський голова, 1982 року народження, освіта вища, позапартійна                     | 31.10.2010   |                 |

Примітка: таблиця складена за даними сайту Верховної Ради України

### Депутати
За результатами місцевих виборів 2010 року депутатами ради стали:

#### За суб'єктами висування
| Суб'єкт висування | Кількість обраних депутатів | %   |
| ----------------- | --------------------------- | --- |
| Самовисування     | 16                          | 100 |

#### За округами
| № округу | Прізвище, ім'я, по батькові | Дата визнання обраним | Освіта             | Партійна приналежність                | Відомості про обраного депутата                     |
| -------- | --------------------------- | --------------------- | ------------------ | ------------------------------------- | --------------------------------------------------- |
| 1        | Кашицька Марія Едуардівна   | 01.11.2010            | середня спеціальна | член Політичної партії «Наша Україна» | Дошкільний заклад, завідувачка                      |
| 2        | Гнойська Ольга Василівна    | 01.11.2010            | середня спеціальна | позапартійна                          | тимчасово не працює                                 |
| 3        | Якубівська Марія Євгенівна  | 01.11.2010            | середня спеціальна | позапартійна                          | Лошнівська сільська рада, бухгалтер                 |
| 4        | Кізний Тарас Любомирович    | 01.11.2010            | вища               | позапартійний                         | Пп «Кадастр», інженер- технік                       |
| 5        | Родзонний Ігор Дмитрович    | 01.11.2010            | середня спеціальна | член Політичної партії «Наша Україна» | Лошнівська загальноосвітня школа І-ІІІ ст., вчитель |
| 6        | Бубенко Наталя Євгенівна    | 01.11.2010            | середня спеціальна | позапартійна                          | Лошнівська загальноосвітня школа І-ІІІ ст., вчитель |
| 7        | Строєвус Ольга Вікторівна   | 01.11.2010            | вища               | позапартійна                          | Лошнівська загальноосвітня школа І-ІІІ ст., вчитель |
| 8        | Менько Ганна Богданівна     | 01.11.2010            | середня спеціальна | позапартійна                          | Осталецька загальноосвітня школа І ст., вчитель     |
| 9        | Тимощук Марія Павлівна      | 01.11.2010            | середня            | позапартійна                          | Лошнівська загальноосвітня школа І-ІІІ ст., завгосп |
| 10       | Грибік Михайло Йосипович    | 01.11.2010            | середня спеціальна | позапартійний                         | Теребовлянська ветлікарня, ветлікар                 |
| 11       | Лац Оксана Михайлівна       | 01.11.2010            | вища               | позапартійна                          | Лошнівська загальноосвітня школа І-ІІІ ст., вчитель |
| 12       | Гадомський Олег Степанович  | 01.11.2010            | середня спеціальна | позапартійний                         | тимчасово не працює                                 |
| 13       | Мазур Ольга Андріївна       | 01.11.2010            | вища               | позапартійна                          | Лошнівська сільська рада, секретар                  |
| 14       | Пігель Віктор Григорович    | 01.11.2010            | середня            | позапартійний                         | пенсіонер                                           |
| 15       | Дорош Сергій Васильович     | 01.11.2010            | середня спеціальна | позапартійний                         | приватний підприємець                               |
| 16       | Палюх Наталя Михайлівна     | 01.11.2010            | вища               | позапартійна                          | Лошнівська амбулаторія, лікар                       |